# Serraulax dorsalis
Serraulax dorsalis är en stekelart som först beskrevs av Szepligeti 1914.  Serraulax dorsalis ingår i släktet Serraulax och familjen bracksteklar. Inga underarter finns listade i Catalogue of Life.